# Suzuki Advanced Cooling System
Suzuki Advanced Cooling System (SACS) – układ chłodzenia olejowego opracowany przez inżyniera Suzuki Motor Corporation Etsuo Yokouchi. Zastosowany po raz pierwszy w 1985 r. motocyklu Suzuki GSX-R 750.

## Historia
Ten sposób chłodzenia silnika zastosował inż. Etsuo Yokouchi zainspirowany przeróbkami silników chłodzonych powietrzem w samolotach w czasie II wojny światowej. By poprawić chłodzenie silnika ówcześni inżynierowie zastosowali skierowany strumień oleju na denka tłoków. Ten sposób chłodzenia z powodzeniem zastosowano w 1983 r. motocyklu Suzuki XN85. W 1985 r. w Suzuki projektowano nowy model motocykla sportowego, który w założeniach miał mieć moc ponad 100 KM oraz być lżejszy od konkurencyjnych motocykli tej klasy o 20%.  Zastosowano wówczas w silniku system chłodzenia olejem znany z modelu XN85, który otrzymał nazwę SACS; pozwoliło to na redukcję masy, dzięki czemu motocykl był lżejszy o 25 kg od swojego konkurenta – Yamahy FZ750.